# Бетанкур ан Во
Бетанкур ан Во (фр. Béthancourt-en-Vaux) насеље је и општина у североисточној Француској у региону Пикардија, у департману Ен (Пикардија) која припада префектури Лаон.
По подацима из 2011. године у општини је живело 447 становника, а густина насељености је износила 103,95 становника/km². Општина се простире на површини од 4,3 km². Налази се на средњој надморској висини од 104 метара (максималној 172 m, а минималној 58 m).

## Демографија
| 1962. | 1968. | 1975. | 1982. | 1990. | 1999. | 2011. |
| ----- | ----- | ----- | ----- | ----- | ----- | ----- |
| 316   | 327   | 301   | 371   | 353   | 368   | 447   |

График промене броја становника у току последњих година